# Giuseppe Campanile
Giuseppe Campanile (Teggiano, 1616 circa – Napoli, 24 marzo 1674) è stato un genealogista italiano.

## Biografia
Scarse e controverse sono le notizie sulla biografia di Giuseppe Campanile. Figlio del genealogista Filiberto Campanile, membro di una famiglia nobile originaria di Tramonti, nacque a Diano (la contemporanea Teggiano) intorno al 1616, ma visse a Napoli, dove venne avviato alle attività letterarie e fondò con Giovanni Battista Manso, Ascanio Filomarino, Michele Cavaniglia, Giovan Battista Marino e Francesco Brancaccio l'Accademia degli Oziosi. Nel 1660 pubblicò la sua prima opera letteraria, le Lettere capricciose, dove si raccontano le varietà degli huomini di bel humore, e diversi avvenimenti succeduti all'autore o a' suoi amici, nelle quali descrive in maniera satirica le caratteristiche di vari personaggi del suo tempo e racconta diversi avvenimenti accadutigli in vita. Con tale opera Giuseppe Campanile rese omaggio al novellismo barocco, ma allo stesso tempo denigrò pesantemente i personaggi da lui presentati, col risultato di compiacere ad una parte del suo pubblico e di inimicarsi la restante parte. La sua seconda opera è costituita dai Dialoghi morali, pubblicata nel 1666 all'età di circa cinquant'anni, comprendente delle orazioni sulla corruzione politica dell'epoca lette dal Campanile nei circoli letterari napoletani. Dello stesso filone letterario risultano le sue Poesie liriche e le sue Prose varie, pubblicate nel 1666 e nel 1674. Nel 1672 pubblicò la sua ultima ma più celebre opera, le Notizie di nobiltà, che tratta del significato degli stemmi delle famiglie nobili del Regno di Napoli e della loro origine e genealogia. Con essa Giuseppe Campanile cercò di ottenere riconoscimenti eruditi invece che artistici, ma l'opera alla fine risultò un falso per buona parte dei contenuti in essa presenti, come provato dallo storico Niccolò Toppi. Tale comportamento del Campanile scosse alcune potenti famiglie nobili del Regno, le quali chiesero ed ottennero contro di lui l'intervento delle autorità: fu imprigionato nel Castel Capuano, presso le carceri della Gran Corte della Vicaria, e quivi morì il 24 marzo 1674.